# Freiberg-Kolleg
Das Freiberg-Kolleg ist eine Einrichtung des Zweiten Bildungsweges zur Erlangung der allgemeinen Hochschulreife (Abitur) in Freiberg. Träger ist der Landkreis Mittelsachsen.
Anders als an Abendgymnasien und Abendschulen findet der Unterricht an einem Kolleg tagsüber in Vollzeit statt.

## Geschichte

### Die Vorstudienanstalt
Nach dem Ende des Zweiten Weltkriegs ordnete die Sowjetische Militäradministration (SMAD) in Deutschland am 4. September 1945 die Vorbereitung der Wiedereröffnung von Universitäten und Hochschulen an. Im Zuge dessen sollte auch Arbeitern und Bauern ohne Reifeprüfung die Möglichkeit gegeben werden, sich einzuschreiben.
Die Einrichtung von Vorstudienabteilungen hatte einerseits zum Ziel, einer größeren Anzahl von Menschen, insbesondere aus der Arbeiterklasse, den Zugang zur Universität durch das Ablegen der Abiturprüfung zu ermöglichen. Diese Bildungsprivilegien hatten bis dahin das Bürgertum inne. Bezogen auf die Bergakademie war das Ziel vor allem die Ausbildung von Berg- und Hüttenarbeitern zu Diplomingenieuren. Andererseits diente die VA auch der politischen Schulung von SED-treuen Arbeitern und Bauern, wobei die erhofften politischen Ziele nicht in vollem Umfang erreicht wurden.
Kurz nach der Neueröffnung am 8. Februar 1946 der Technischen Universität Bergakademie Freiberg wurde der erste Arbeitervorstudienkurs eingerichtet. Am 15. April 1946 begann der Unterricht für die ersten elf Kursteilnehmer, die Mitte März 1947 diesen Vorkurs mit der Hochschulreife beendeten. Träger der Einrichtung waren zu diesem Zeitpunkt noch die Gewerkschaften, insbesondere die FDGB. Dies änderte sich im November 1946, als die Bergakademie und in diesem Zusammenhang auch der Vorkurs, der Landesregierung Sachsen unterstellt wurde. Im Oktober 1946 wurde Heinz Schützel als Leiter des Vorkurses betraut. Ab 1947 erfolgte die Zusammenfassung der bisherigen Vorkurse unter dem Namen „Vorstudienanstalt“ (VA). Aufgrund des Ausbaus der Lehrinhalte, wurde ab November 1948 die Ausbildungsdauer auf zwei Jahre verlängert.
Im Dezember 1947 kam es zur Eingliederung der Vorstudienanstalt in die Bergakademie Freiberg. Die VA war damit den Fakultäten der Universität gleichberechtigt. Entsprechend erhielten die Hörer offiziell den gleichen rechtlichen Status wie regulär eingeschriebene Studierende an der Hochschule.

### Die Arbeiter-und-Bauern-Fakultät „Wilhelm Pieck“
Mit der Verabschiedung der „Verordnung über die Erhaltung und Entwicklung der deutschen Wissenschaft und Kultur, die weitere Verbesserung der Lage der Intelligenz und die Steigerung ihrer Rolle in der Produktion und im öffentlichen Leben“ vom 31. März 1949 kam es am 1. September 1949 zur Gründung der Arbeiter-und-Bauern-Fakultät an der Bergakademie Freiberg, als Nachfolger der Vorstudienanstalt. Die Ausbildung an der ABF dauerte nun drei Jahre.

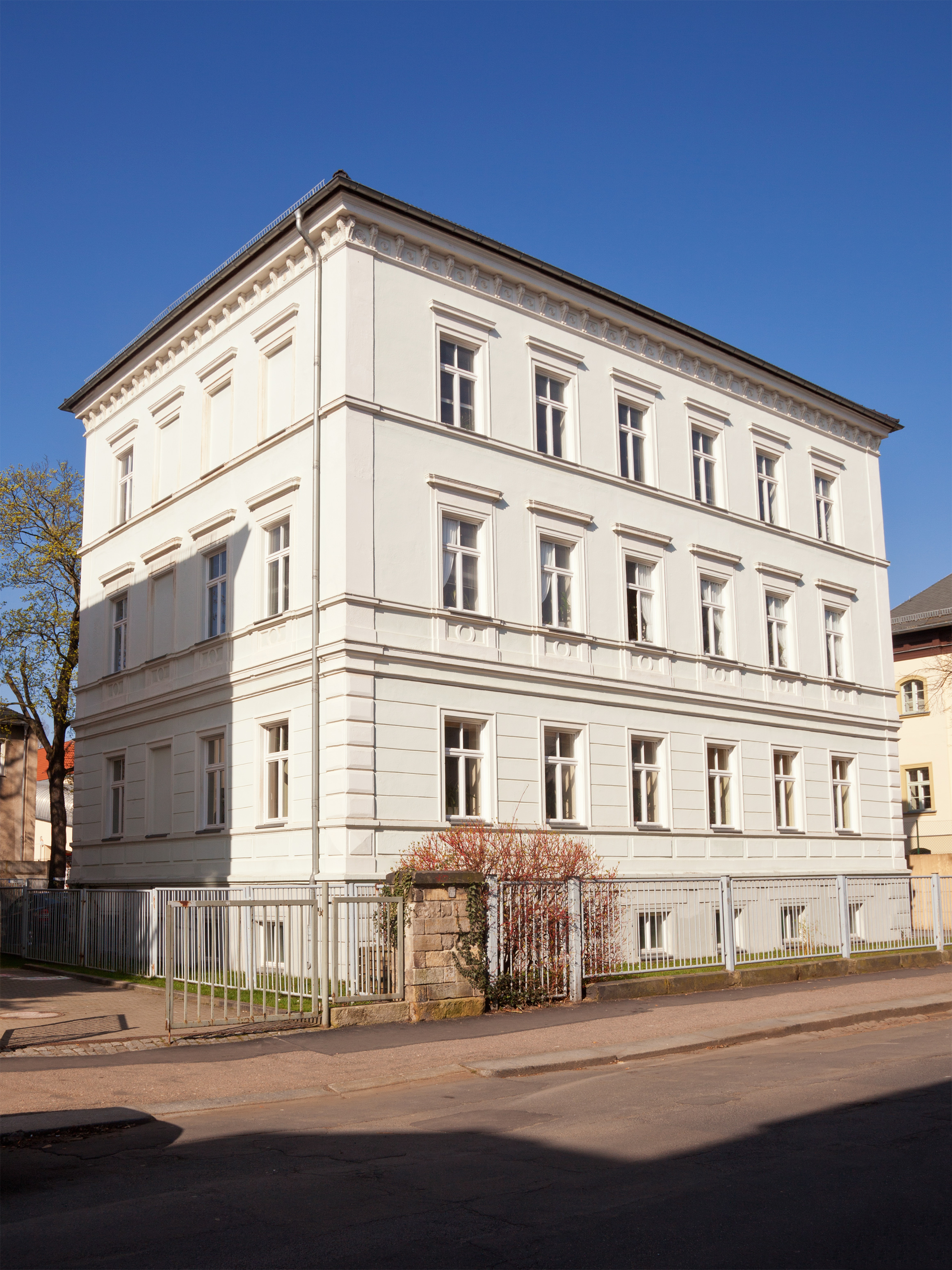
Ehemalige Handelsschule, Freiberg Koernerstrasse 4

 Die ABF war ab 1949 in dem Gebäude der ehemaligen Handelsschule in der Körnerstraße untergebracht. Zudem erhielten die Vorkursteilnehmer ein Studentenwohnheim im ehemaligen Revierhaus.
Der Leiter der Vorstudienanstalt, Leo Gottschalk, wurde am 1. Oktober 1949 zum 1. Direktor der ABF berufen.
Als Sieger aus einem Republikswettbewerb 1951 erhielt die ABF der Bergakademie Freiberg den Ehrennamen „Wilhelm Pieck“.

### Das Freiberg-Kolleg
Das Freiberg-Kolleg ist aus der ehemaligen ABF der Technischen Universität Bergakademie Freiberg hervorgegangen und wurde im Jahr 1991 neu gegründet. Ein Jahr später, im Jahr 1992, ging die Einrichtung in die Verantwortung des sächsischen Kultusministeriums über.
Im Jahr 1997 zog das Freiberg-Kolleg schließlich in sein heutiges Gebäude in der Bergstiftsgasse um. Seitdem bietet es Schülerinnen und Schülern aus den Regionen Dresden und Chemnitz die Möglichkeit, sich auf die Hochschulreifeprüfung vorzubereiten.
Darüber hinaus bietet das Freiberg-Kolleg spezielle Programme für Schülerinnen und Schüler mit Migrationshintergrund an. Seit 2005 gibt es einen Sonderlehrgang für Spätaussiedler und mittlerweile werden Lernende aus einer Vielzahl von Ländern in entsprechenden sprachsensiblen Einführungsphasen unterrichtet, um alle Voraussetzungen für den Übergang in die Sekundarstufe II zu erfüllen.
Das Freiberg-Kolleg betreut etwa 230 Schülerinnen und Schüler.

## Aufnahmebedingungen
Das Freiberg-Kolleg nimmt Schülerinnen und Schüler ab einem Mindestalter von 18 Jahren auf. Die Ausbildung beginnt im Sommer mit dem neuen Schuljahr. Für die 4-jährige Ausbildung ist ein Hauptschulabschluss oder ein vergleichbarer Abschluss nötig. Für die dreijährige Ausbildung ist der Abschluss des Vorkurses am Freiberg-Kolleg oder der Realschulabschluss erforderlich. Schülerinnen und Schüler, die die Fachhochschulreife besitzen, ein Gymnasium nach der 11. Klasse verlassen haben oder an einem Abendgymnasium begonnen haben, können direkt in die Kursphase einsteigen.
Für Bewerberinnen und Bewerber mit Migrationshintergrund gibt es gegebenenfalls gesonderte Regelungen.
Die Lernenden können staatliche Förderung nach dem Bundesausbildungsförderungsgesetz (BAföG), erhalten. Dieses ist in der Einführungsphase und der Kursphase elternunabhängig und nicht rückzahlungspflichtig.

## Ehemalige
- Johann Köhler (1920–2007), Rektor der Bergakademie Freiberg (ABF-Absolvent)[12]
- Klaus Strzodka (1927–2005), Rektor der Bergakademie Freiberg (ABF-Absolvent)[12]
- Dietrich Rotter (1929–1984), Rektor der Bergakademie Freiberg (ABF-Absolvent)[12]
- Richard Steinmetz (1930–2016), Professor an der Bergakademie Freiberg (ABF-Absolvent)[12]
- TM Rotschönberg (* 1961), Maler und Grafiker (1981 ABF-Absolvent)[13]
- Michael Düsing (1947–2020), Heimatforscher und Autor (Lehrer am Kolleg 1991–1992)
- Anja Koebel (* 1968), Hörfunk- und Fernsehmoderatorin (Kolleg-Absolventin)